# Битка на Хидаспу
Битка на реци Хидасп (326. п. н. е.) је била је коначна прекретница у освајањима Александра Великог.
На подручју данашњег Пакистана, близу реке Хидаспе сукобила се македонска војска, вођена Александром Великим који је прешао 32.000 km неизгубивши ниједну битку, али је умро желећи више, са војском Поруса, владара државе која се налазила на тим просторима. Сукоб се одиграо на десној обали реке Хидасп. Иако је остварила велику победу Александрова војска је одбила да настави поход на Индију и Александар је морао да се повуче у Вавилон где је и умро, највероватније од маларије.

## Позадина
У својим дугогодишњим освајањима Александрова војска и остали који су пратили Александра били су исцрпљени од дугог и тешког ратовања. Тако је дошло до свађе и неких чарки, али поход је настављен. Око 50.000 војника са 4.000 до 8.000 коњаника кренуло је у поход против Паурави царства и њиховог владара Поруса. Стигли су до реке Хидасп, на чијој десној обали су биле распоређене Порове снаге. Знајући да не може једноставно одмах да пређе реку, због Порових слонова који су га чекали, Александар Македонски одлучује да са мањим одредом крене у тражење погодног места да пређе реку, а да главни одред чека знак за напад у случају да се Пор превари и све јединице упери на Александра. Идући 27 km на север, Александар је мислио да је пронашао добро место да пређе реку и усред ноћи прелази реку по олуји и убрзо стиже на копно међутим испоставило се да то није било копно већ веће острво, Александар примећује да се источно налази још једно острво и прелазе преко њега и стижу на десну обалу реке. Порови извиђачи убрзо примећују Александрове јединице и дојављују Пору. Пор је био у недоумици јер је знао да не може да пошаље сву војску на Александров одред јер ће их потући главнина напада.

## Битка
Александрова армија је ушла у шуме и прашуме, киша је непрестано падала, а и били су исрцпљени од дугог пешачења. Пор одлучује да пошаље мањи извиђачки одред на Александра на чијем челу је био Поров син такође зван Пор. Александрова војска се распоредила и направила формацију. Јединице Александра Македонског брзо су поразиле младог Пора, а међу жртвама се налазио и сам Поров син. Пор одлучује да сам крене у напад на Александра (његова војска дошла је у великом броју, а било је и око 200 ратних слонова), али је ипак оставио део војске која би дејствовала у случају офанзиве већег дела Александровог одреда. Александар наређује главнини својих снага да дођу на север, пређу реку и да се прегрупишу у три групе. Александрова војска је тада бројала око 8.000 тешке коњице и 16.000 пешадије. Коњицу је распоредио у две групе по 4.000 коњаника и трећу армију је чинила пешадија. Порова војска била је знатно малобројнија. На њеном левом и десном крилу се налазио по један коњички одред. Александар наређује својим двема коњичким армијама да дођу непосредно до левог противничког крила. Пор тада прави стратегијску грешку – наредио је десном крилу да се споји са левим. Александар тада наређује једној својој коњичкој армији да заобиђе своје саборце ван бојног поља, тако да буду са леве стране, а потом по паралелној линији дође до десног бока непријатељске војске, заобиђе целу Порову пешадију и нападне коњицу иза леђа. Истовремено је кренуо у напад и други део коњице. Тако је Александар одсекао противничку коњицу и доказао да зна да савршено темпира тактику. Пору су предност давали слонови, али имали су слабу тачку – очи.
Битка је непосредно почела нападом слонова и Александрове коњице. У јуриш је кренула и пешадија царства Маурија, а стрелци су по дрвећу и другде гађали Александрове трупе, међутим временски услови отежавали су Мауријским стрелцима да дејствују. Александар је у овој бици показао невиђену храброст. Сам са својим коњем јуришао је да убије краља Поруса на слону. Међутим био је тешко рањен, а његовог коња Букефала су изболи на смрт копљима. Фаланга је држала линију веома тешко, а кад су остали сазнали да је Александар пао настао је прави покољ. Александрове трупе су великом жестином успеле да се пробију до краља. Битка је била крвава и тешка по обе стране. Дошло је и до пометње у редовима војника Маурија и њихови слонови су почели да газе све редом. Трупе Александра су их боли копљима и плашили ватрама, а неки војници су у току битке били прегажени или набијени од стране слонова. После исцрпљујућих борби, након 7 сати битка се завршавала и Порова војска била је потучена, али се он још увек борио, иако је био тешко рањен. Задивљен његовим херојством, Александар му је понудио преговоре.
Грчки историчар Аријан записао је разговор између Александра Македонског и Пора:
—Александар Велики: „Шта би желео да урадим с тобом?“
—Порус: „Да ме третираш као хероја!“
Александар је ослободио Пора, одустао од даље инвазије на Индију и повукао се у Вавилон, где је умро и балсамован је и стављен у саркофаг.